# Дёпфнер, Юлиус Август
Юлиус Август Дёпфнер (нем. Julius August Döpfner; 26 августа 1913, Хаусен (сейчас часть Бад-Киссингена), Королевство Бавария — 24 июля 1976, Мюнхен, ФРГ) — немецкий кардинал. Епископ Вюрцбурга с 11 августа 1948 по 15 января 1957. Епископ Берлина с 15 января 1957 по 3 июля 1961. Архиепископ Мюнхена и Фрайзинга с 3 июля 1961 по 24 июля 1976. Кардинал-священник с 15 декабря 1958, с титулом церкви Санта-Мария-делла-Скала с 18 декабря 1958.

## Биография
Родился в Хаузен (в настоящее время это часть земли Бад - Киссинген) от Юлия Матхауз и Марии Дёпфнер. У Дёпфнера была сестра, Мария, и два брата, Павел и Отто. Сначала обучался в гимназии ордена августинцев в Мюннершдатсе, впоследствии закончил духовную семинарию в Вюрцбурге, а также папский немецко-венгерский колледж в Риме и папский григорианский университет со степенью доктора теологии, которую защитил в 1941 году. 
Во священники был рукоположен 29 октября 1939 года архиепископом Луиджи Тралья. 
До 1944 года служил капелланом в Гросвальдштадте. 

### Епископство
11 августа 1948 года Папой Пием XII Юлиус Дёпфнер был назначен епископом Вюрцбурга, а 14 октября в церкви Neumünster Collegiate Вюрцбурга  того же года над ним было совершено поставление в епископское достоинство.
15 января 1957 года был определен епископом Берлинским и стал самым молодым членом Коллегии кардиналов в качестве кардинала-священника из Санта - Мария делла Скала на консистории 15 декабря 1958 года.
С 1965 по 1976 год кардинал Дёпфнер состоял в должности председателя Конференции немецких епископов.
3 июля 1961 года был назначен архиепископом Мюнхена и Фрайзинга.
Юлиус Дёпфер принимал участие в Совете Второго Ватиканского  Собора (1962-1965 гг.), в том числе и в качестве председателя правления. Наряду с кардиналом Сильва Энрикес, он помог кардиналу Леон-Этьена Дювалю в предоставлении одного из заключительных сообщений Совета от 8 декабря 1965 года.
Был прелатом Германии и одним из кардиналов - выборщиков папского конклава 1963 года, на котором был избран Папа Павел VI .
Был сторонником экуменизма.
Кардинал Юлиус Дёпфнер умер 24 июля 1976 в возрасте 62 лет в своей архиерейской резиденции в Мюнхене.